# Dystasia pygmaeola
Dystasia pygmaeola är en skalbaggsart som först beskrevs av Stefan von Breuning 1938.  Dystasia pygmaeola ingår i släktet Dystasia och familjen långhorningar. Inga underarter finns listade i Catalogue of Life.